# Pirttivaara
Pirttivaara är en kulle i Finland. Den ligger i Rovaniemi i landskapet Lappland, i den norra delen av landet, 800 km norr om huvudstaden Helsingfors. Toppen på Pirttivaara är 198 meter över havet. Pirttivaara ligger vid sjön Reväsjärvi.
Terrängen runt Pirttivaara är platt. Runt Pirttivaara är det mycket glesbefolkat, med 2 invånare per kvadratkilometer.